# Osteotecnia
Osteotecnia corresponde al conjunto de procedimientos naturales, químicos y/o físicos, a través de los cuales se puede tratar un espécimen animal con el fin de  obtener  un hueso o esqueleto limpio, facilitando la observación de formaciones anatómicas para su uso en docencia, investigación o como piezas de ornato.
Este técnica necesita de una serie de pasos sucesivos (que pueden tener modificaciones en base a la experiencia del preparador). Dentro de estos pasos está el desollado, descarnado, desengrase, blanqueado y articulado del esqueleto. Se suelen utilizar de productos como  hidróxido  de  potasio, peróxido de hidrógeno, acetona, entre otros.